# Агабабян, Виргиния Гарегиновна
Виргиния Гарегиновна Агабабян (1913—1985) — советский учёный почвовед-мелиоратор, ведущий специалист в области изучения засоленных почв и их химической мелиорации, доктор сельскохозяйственных наук, профессор. Учёный секретарь Сектора почвоведения АН Армянской ССР (1944—1958).

## Биография
Родилась 9 ноября 1913 года в Гюмри.
С 1925 по 1930 год обучалась на факультете защиты растений Грузинского сельскохозяйственного института. 
С 1930 по 1935 год на исследовательской работе в Институте защиты растений АН Тбилисской ССР в качестве лаборанта. С 1935 по 1937 год на исследовательской работе в Закавказском НИИ водного хозяйства в качестве младшего научного сотрудника. 
С 1937 по 1940 год на научно-исследовательской работе в Научно-исследовательской станции виноградарства и виноделия АН Армянской ССР в качестве младшего научного сотрудника. С 1940 по 1942 год на педагогической работе в Армянском сельскохозяйственном институте в качестве ассистента по кафедре земледелия. 
С 1942 по 1958 год на научно-исследовательской работе в АН Армянской ССР в качестве младшего научного сотрудника и старшего научного сотрудника сектора почвоведения, с 1944 года — учёный секретарь сектора почвоведения. 
С 1958 по 1963 год на научно-исследовательской работе в Ереванском институте
почвоведения и агрохимии в качестве старшего научного сотрудника, с 1963 по 1983 год — заведующая отделом мелиорации этого НИИ.

### Научно-педагогическая деятельность и вклад в науку
Основная научно-педагогическая деятельность В. Г. Агабабян была связана с вопросами в области  почвоведения и мелиорации. В. Г. Агабабян занималась исследованиями в области изучения почвенных растворов засоленных почв в связи с солеустойчивостью озимых сортов пшеницы и выявлением солеустойчивых сортов кукурузы, занималась вопросами перспектив возделывания солестойких растений на засоленных почвах, изучала проблему солеустойчивости сельскохозяйственных растений. Под её руководством была выявлена природа солей в почвах и влияние отрицательных качеств этих солей на рост и развитие культурных растений. В. Г. Агабабян являлась участницей и докладчиком на международных и всесоюзных съездах и симпозиумах по вопросам почвоведения, мелиорации и физиологии растений.
В 1944 году она защитила диссертацию на соискание учёной степени кандидат биологических наук по теме: «Опыт мелиорации засоленных земель Эвлиджанской дачи Армянской ССР», в 1972 году защитила диссертацию на соискание учёной степени  доктор сельскохозяйственных наук по теме: «Содовое засоление почв Араратской равнины и применение серной кислоты при их мелиорации». В 1956 году ей присвоено учёное звание старший научный сотрудник, в 1970 году — профессор по специальности «почвоведение». В. Г. Агабабян было написано более пятидесяти научных трудов, в том числе монографий, а так же научных статей и публикаций опубликованных в ведущих научных журналах, в том числе в журнале АН СССР — «Почвоведение».

## Основные труды
- Удобрение почв Еревана / В. Г. Агабабян. - Ереван : АрмФАН, 1943. — 55 с.
- Роль катионов кальция в карбонатных щелочных солончаках, мелиорированных кислотой. Ереван: Изд-во МСХ АрмССР, 1961, вып.9
- Динамика щелочности в мелиорированных содовых солончаках / Тр. НИИ почвоведения и агрохимии МСХ АрмССР, 1963, вып. 2
- Изучение мелиоративного эффекта серной кислоты в зависимости от концентрации при кисловании карбонатных (щелочных) солончаков / Тр. НИИ почвоведения и агрохимии МСХ АрмССР, 1967, вып. 3.
- Содовое засоление почв Араратской равнины и применение серной кислоты при их мелиорации. - Ереван, 1972. — 423 с.
- Мелиорация содовых солонцов солончаков серной кислотой. М.: Республиканский Технологический центр, 1993. — 204 с[2][1]

## Награды
- два ордена «Знак Почёта»[1]